# Чепель (район Будапешта)
Чепель — XXI район Будапешта, расположенный на острове Чепель.

## Географическое положение
Район Чепель расположен на юге Будапешта, между Будой и Пештом, в северной части острова Чепель. Естественной границей между городскими районами является река Дунай. С юга — граница города Будапешта и город Сигетсентмиклош.

## Общественный транспорт
Линия H7 пригородной электрички BHÉV (от площади Борарош до центра района). Чепель соединен с другими районами города автобусами маршрутов 35, 36, 148, 151, 179. По Дунаю ходят речные трамвайчики типа «Москва».

## Хозяйство
Один из традиционных будапештских промышленных районов. (Металлургический завод, бумажная фабрика, торговый порт, судоремонтная база и т. д.)
В первой половине XX века самым большим заводом Чепеля был крупнейший в Восточной Европе конгломерат Вейса Манфреда (Металлургический завод им. Вейса Манфреда).
После Второй мировой войны конгломерат стал государственным предприятием. Сейчас в зоне бывшего промышленного гиганта расположены сотни заводов, предприятий и офисов.

## Значительные микрорайоны
- Центр
- Микрорайон улицы Эндре Ади
- Чиллагтелеп (Звездный)
- Кираймайор
- Визмю (Микрорайон Водоснабжения)
- Микрорайон улицы Арпада

## Культура
- Черепьский Дом Культуры Работников
- Музыкальная школа им. Арпада Фаршанга
- Музыкальная школа им. Бени Эгрешши
- Чепельская Галерея и Выставка местной истории
- Дом Культуры «Кирайэрдё»
- Дом Культуры им. Миклоша Радноти (Микрорайон «Звездный»)

## Спорт

### Футбол
Футбольное отделение СК «Чепель» — 4-кратный чемпион страны, его лучшие годы пришлись на 1940-е—70-е годы. В конце 1990-х обанкротился и был переведён в столичную лигу (любительскую).

### Другие виды
В Парке отдыха им. Ракоци проводятся любительские турниры по баскетболу и стритболу. Бывшие секции СК «Чепель», такие как волейболный клуб «Чепель» и Чепельский клуб каяка и каноэ сейчас работают независимо.

## Галерея

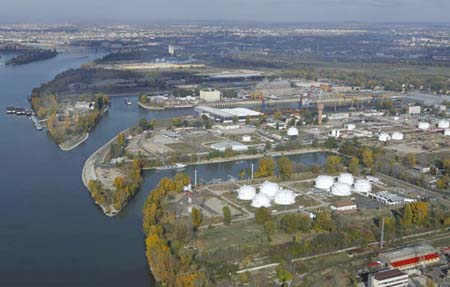
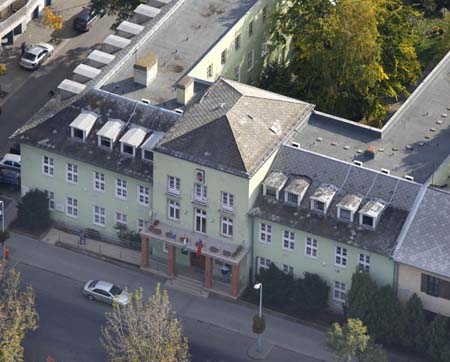
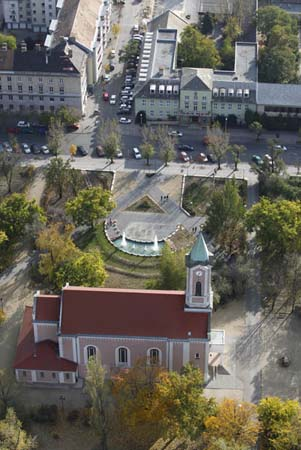
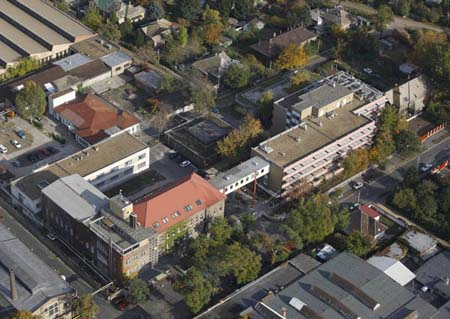
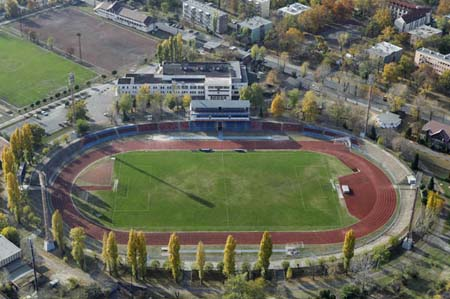
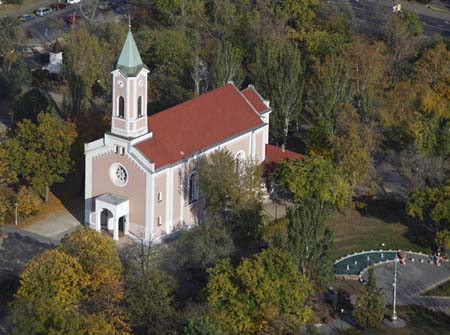